# 英田郡
- 令制国一覧 > 山陽道 > 美作国 > 英田郡
- 日本 > 中国地方 > 岡山県 > 英田郡

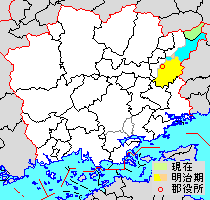
岡山県英田郡の位置（緑：西粟倉村 薄黄：後に他郡に編入された区域 薄緑・水色：後に他郡から編入した区域）

英田郡（あいだぐん）は、岡山県（美作国）の郡。
人口1,290人、面積57.97km²、人口密度22.3人/km²。（2025年2月1日、推計人口）
以下の1村を含む。
- 西粟倉村（にしあわくらそん）

勝田郡と合わせた地域が勝英地方と呼ばれる場合がある。

## 郡域
1878年（明治11年）に行政区画として発足した当時の郡域は、美作市の一部（吉野川以東かつ林野、栄町、楢原下、楢原中、楢原上、南海、芦河内、瀬戸、岩辺、大内谷以南）にあたる。

## 歴史
延宝元年（1674年）までは英多郡と表記した。中世に北部が分立して吉野郡となった。

### 近世以降の沿革
- 「旧高旧領取調帳」に記載されている明治初年時点での支配は以下の通り。（65村）

| 知行   | 知行       | 村数 | 村名 |
| ------ | ---------- | ---- | --- |
| 幕府領 | 龍野藩預地 | 11村 | 平野村、三倉田村、楢原下村、別所村、平田村、荒木田村、上福原村、竹田村、土居村、白水村、角南村 |
| 藩領   | 上野沼田藩 | 51村 | 奥村、福本村、井口村、香合村、矢野原村、神田村、真木山村、小ぼき村、小井原村、上山村、宮地村、横川村、南村、北村、横尾村、下倉敷村、海田村、尾谷村、北原村、大原村、山外野村、猪臥村、海内村、国貞村、万善村、鈴家村、田淵村、柿ヶ原村、蓮花寺村、日指村、田原村、山城村、大内谷村、豊野村、岩辺村、松脇村、鯰村、瀬戸村、芦河内村、吉田村、藤生村、南海村、峠村、川北村、川崎村、原村、楢原上村、楢原中村、山口村、友野村、下福原村 |
| 藩領   | 美作津山藩 | 3村  | 沢村、三海田村、倉敷村 |

- 慶應4年（1868年）5月 - 龍野藩預地が鶴田藩領となる。
- 明治4年
  - 7月14日（1871年8月29日） - 廃藩置県により、藩領が鶴田県、沼田県、津山県の管轄となる。
  - 11月15日（1871年12月26日） - 第1次府県統合により、全域が北条県の管轄となる。
- 明治5年（1872年） - 以下の村の統合が行われる。（57村）
  - 三保原村 ← 香合村、矢野原村
  - 真神村 ← 神田村、真木山村
  - 中川村 ← 小ぼき村[1]、小井原村
  - 滝宮村 ← 宮地村、横川村
  - 平福村 ← 下福原村、平野村
  - 朽木村 ← 別所村、荒木田村
  - 峠村が川北村に、沢村が楢原下村にそれぞれ合併。
- 明治9年（1876年）4月18日 - 第2次府県統合により岡山県の管轄となる。
- 明治11年（1878年）9月29日 - 郡区町村編制法の岡山県での施行により、行政区画としての英田郡が発足。郡役所が倉敷村に設置。

### 町村制以降の沿革
- 明治22年（1889年）6月1日 - 町村制の施行により、以下の各村が発足。全域が現・美作市。（8村）
  - 倉敷村 ← 倉敷村、三海田村、三倉田村、朽木村
  - 楢原村 ← 楢原上村、楢原中村、楢原下村、平福村
  - 江見村 ← 川崎村、川北村、原村、上福原村、山城村、田原村、日指村、鯰村、藤生村、吉田村、芦河内村、瀬戸村、大内谷村、松脇村、豊野村、岩辺村、南海村
  - 土居村 ← 土居村、竹田村、角南村、白水村、蓮花寺村
  - 豊田村 ← 北原村、友野村、山口村、山外野村、大原村、猪臥村、海内村、平田村、万善村、国貞村、柿ヶ原村、田淵村、鈴家村
  - 河会村 ← 北村、滝宮村、中川村、南村、横尾村、上山村
  - 巨勢村 ← 海田村、下倉敷村、尾谷村
  - 福本村 ← 福本村、奥村、井口村、三保原村、真神村
- 明治23年（1890年）6月17日 - 豊田村が分割され、一部（万善・国貞・柿ヶ原・田淵・鈴家）に福山村、残部に改めて豊田村が発足[2]。（9村）
- 明治29年（1896年）2月26日 - 倉敷村が町制施行して倉敷町となる。（1町8村）
- 明治33年（1900年）4月1日 - 郡制の施行により、英田郡・吉野郡の区域をもって、改めて英田郡が発足。西粟倉村（現存）、東粟倉村、大原村、讃甘村、大野村、大吉村、吉野村、粟井村、粟広村（現・美作市）が本郡の所属となる。（1町17村）
- 大正7年（1918年）4月1日 - 倉敷町が改称して林野町となる。
- 大正11年（1922年）10月1日 - 大原村が町制施行して大原町となる。（2町16村）
- 大正12年（1923年）4月1日 - 郡会が廃止。郡役所は存続。
- 大正15年（1926年）7月1日 - 郡役所が廃止。以降は地域区分名称となる。
- 昭和9年（1934年）11月28日 - 江見村が町制施行して江見町となる。（3町15村）
- 昭和24年（1949年）8月1日 - 土居村が町制施行して土居町となる。（4町14村）
- 昭和28年（1953年）
  - 4月1日 - 林野町・豊田村・楢原村が勝田郡湯郷町・豊国村と合併して美作町が発足。（4町12村）
  - 9月1日 - 江見町・土居町・福山村・粟井村・吉野村が合併して作東町が発足。（3町9村）
- 昭和29年（1954年）
  - 3月25日 - 大原町・大吉村・大野村・讃甘村が合併し、改めて大原町が発足。（3町6村）
  - 7月1日 - 巨勢村の一部（尾谷）が福本村に編入。同日、残部（海田・下倉敷）が美作町に編入。（3町5村）
  - 11月1日 - 粟広村が分割し、一部（田殿）が美作町、残部（長谷内・馬形・宗掛）が勝田郡勝田町に編入。（3町4村）
- 昭和30年（1955年）2月1日 - 福本村・河会村が合併して英田町が発足。（4町2村）
- 昭和31年（1956年）2月1日 - 勝田郡公文村が分割し、一部（下山・城田・中河内・鳥淵・青野）が英田町に、残部（阿蘇・岩見田）が美作町にそれぞれ編入。
- 平成17年（2005年）3月31日 - 大原町・東粟倉村・美作町・作東町・英田町が勝田郡勝田町と合併して美作市が発足し、郡より離脱。（1村）

### 変遷表
| 明治22年以前 | 明治22年6月1日  | 明治22年 - 明治30年                              | 明治31年 - 明治45年            | 大正1年 - 昭和25年        | 昭和26年 - 昭和29年                                       | 昭和30年 - 昭和63年                                           | 平成1年 - 現在         | 現在                 |
| ------------ | --------------- | ------------------------------------------------ | ------------------------------ | ------------------------- | --------------------------------------------------------- | ------------------------------------------------------------- | ---------------------- | -------------------- |
|              | 河会村          | 河会村                                           | 河会村                         | 河会村                    | 河会村                                                    | 昭和30年2月1日 英田町                                         | 平成17年3月31日 美作市 | 美作市               |
|              | 福本村          | 福本村                                           | 福本村                         | 福本村                    | 福本村                                                    | 昭和30年2月1日 英田町                                         | 平成17年3月31日 美作市 | 美作市               |
|              | 巨勢村          | 巨勢村                                           | 巨勢村                         | 巨勢村                    | (尾谷） 昭和29年7月1日 福本村に編入                       | 昭和30年2月1日 英田町                                         | 平成17年3月31日 美作市 | 美作市               |
|              | 巨勢村          | 巨勢村                                           | 巨勢村                         | 巨勢村                    | (下倉敷・海田） 昭和29年7月1日 美作町に編入               | 美作町                                                        | 平成17年3月31日 美作市 | 美作市               |
|              |                 |                                                  |                                |                           | 勝田郡 公文村                                             | (城田・下山・中河内・鳥渕・青野） 昭和31年2月1日 英田町に編入 | 平成17年3月31日 美作市 | 美作市               |
|              |                 |                                                  |                                |                           | 勝田郡 公文村                                             | (岩見田・安蘇） 昭和31年2月1日 美作町に編入                   | 平成17年3月31日 美作市 | 美作市               |
|              | 倉敷村          | 明治29年2月26日 倉敷町                           | 倉敷町                         | 大正7年4月1日 改称 林野町 | 昭和28年4月1日 美作町                                     | 美作町                                                        | 平成17年3月31日 美作市 | 美作市               |
|              | 楢原村          | 楢原村                                           | 楢原村                         | 楢原村                    | 昭和28年4月1日 美作町                                     | 美作町                                                        | 平成17年3月31日 美作市 | 美作市               |
|              |                 |                                                  |                                | 勝田郡 湯郷町             | 昭和28年4月1日 美作町                                     | 美作町                                                        | 平成17年3月31日 美作市 | 美作市               |
|              |                 |                                                  |                                | 勝田郡 豊国村             | 昭和28年4月1日 美作町                                     | 美作町                                                        | 平成17年3月31日 美作市 | 美作市               |
|              | 豊田村          | 豊田村                                           | 豊田村                         | 豊田村                    | 昭和28年4月1日 美作町                                     | 美作町                                                        | 平成17年3月31日 美作市 | 美作市               |
|              | 豊田村          | 明治23年6月17日 分立 福山村                      | 福山村                         | 福山村                    | 昭和28年9月1日 作東町                                     | 作東町                                                        | 平成17年3月31日 美作市 | 美作市               |
|              | 江見村          | 江見村                                           | 江見村                         | 昭和9年11月28日 江見町    | 昭和28年9月1日 作東町                                     | 作東町                                                        | 平成17年3月31日 美作市 | 美作市               |
|              | 土居村          | 土居村                                           | 土居村                         | 昭和24年8月1日 土居町     | 昭和28年9月1日 作東町                                     | 作東町                                                        | 平成17年3月31日 美作市 | 美作市               |
|              | 吉野郡 吉野村   | 吉野郡 吉野村                                    | 明治33年4月1日 英田郡 吉野村   | 吉野村                    | 昭和28年9月1日 作東町                                     | 作東町                                                        | 平成17年3月31日 美作市 | 美作市               |
|              | 吉野郡 粟井村   | 吉野郡 粟井村                                    | 明治33年4月1日 英田郡 粟井村   | 粟井村                    | 昭和28年9月1日 作東町                                     | 作東町                                                        | 平成17年3月31日 美作市 | 美作市               |
|              | 吉野郡 粟広村   | 吉野郡 粟広村                                    | 明治33年4月1日 英田郡 粟広村   | 粟広村                    | (田殿） 昭和29年11月1日 美作町に編入                      | (田殿一部） 昭和30年4月1日 作東町に編入                       | 平成17年3月31日 美作市 | 美作市               |
|              | 吉野郡 粟広村   | 吉野郡 粟広村                                    | 明治33年4月1日 英田郡 粟広村   | 粟広村                    | (田殿） 昭和29年11月1日 美作町に編入                      | 美作町                                                        | 平成17年3月31日 美作市 | 美作市               |
|              | 吉野郡 粟広村   | 吉野郡 粟広村                                    | 明治33年4月1日 英田郡 粟広村   | 粟広村                    | (馬形・長谷内・宗掛） 昭和29年11月1日 勝田郡 勝田町に編入 | 勝田郡 勝田町                                                 | 平成17年3月31日 美作市 | 美作市               |
|              | 吉野郡 東粟倉村 | 東粟倉村                                         | 明治33年4月1日 英田郡 東粟倉村 | 東粟倉村                  | 東粟倉村                                                  | 東粟倉村                                                      | 平成17年3月31日 美作市 | 美作市               |
|              | 吉野郡 大原村   | 吉野郡 大原村                                    | 明治33年4月1日 英田郡 大原村   | 大正11年10月1日 大原町    | 昭和29年3月25日 大原町                                    | 大原町                                                        | 平成17年3月31日 美作市 | 美作市               |
|              | 吉野郡 大野村   | 吉野郡 大野村                                    | 明治33年4月1日 英田郡 大野村   | 大野村                    | 昭和29年3月25日 大原町                                    | 大原町                                                        | 平成17年3月31日 美作市 | 美作市               |
|              | 吉野郡 大吉村   | 吉野郡 大吉村                                    | 明治33年4月1日 英田郡 大吉村   | 大吉村                    | 昭和29年3月25日 大原町                                    | 大原町                                                        | 平成17年3月31日 美作市 | 美作市               |
|              | 吉野郡 讃甘村   | 吉野郡 讃甘村                                    | 明治33年4月1日 英田郡 讃甘村   | 讃甘村                    | 昭和29年3月25日 大原町                                    | 大原町                                                        | 平成17年3月31日 美作市 | 美作市               |
|              | 吉野郡 讃甘村   | (中山） 明治29年4月1日 兵庫県佐用郡 江川村に編入 |                                |                           |                                                           |                                                               |                        | 兵庫県 佐用郡 佐用町 |
|              | 吉野郡 西粟倉村 | 吉野郡 西粟倉村                                  | 明治33年4月1日 英田郡 西粟倉村 | 西粟倉村                  | 西粟倉村                                                  | 西粟倉村                                                      | 西粟倉村               | 西粟倉村             |
|              | 吉野郡 石井村   | 明治29年4月1日 兵庫県佐用郡 石井村               |                                |                           |                                                           |                                                               |                        | 兵庫県 佐用郡 佐用町 |

## 行政
英田郡長（第1次）
| 代 | 氏名 | 就任年月日                | 退任年月日                | 備考                               |
| -- | ---- | ------------------------- | ------------------------- | ---------------------------------- |
| 1  |      | 明治11年（1878年）9月29日 |                           |                                    |
|    |      |                           | 明治33年（1900年）3月31日 | 吉野郡との合併により旧・英田郡廃止 |

英田郡長（第2次）
| 代 | 氏名 | 就任年月日               | 退任年月日                | 備考                   |
| -- | ---- | ------------------------ | ------------------------- | ---------------------- |
| 1  |      | 明治33年（1900年）4月1日 |                           |                        |
|    |      |                          | 大正15年（1926年）6月30日 | 郡役所廃止により、廃官 |